# Wadeit
Wadeit ist ein selten vorkommendes Mineral aus der Mineralklasse der „Silikate und Germanate“ mit der chemischen Zusammensetzung K2Zr[Si3O9] und damit chemisch gesehen ein Kalium-Zirconium-Silikat. Strukturell gehört Wadeit zu den Ringsilikaten.
Wadeit kristallisiert im hexagonalen Kristallsystem und entwickelt tafelige bis prismatische Kristalle mit einem diamantähnlichen Glanz auf den Oberflächen. Die Kristalle werden im Allgemeinen bis etwa fünf Millimeter groß, allerdings wurden am Yukspor in Russland auch Kristalle mit einem Durchmesser von bis zu drei Zentimetern entdeckt. In reiner Form ist Wadeit farblos und durchsichtig. Durch vielfache Lichtbrechung aufgrund von Gitterbaufehlern oder polykristalliner Ausbildung kann er aber auch weiß erscheinen und durch Fremdbeimengungen eine blassrosa bis -violette oder hellbraune Farbe annehmen. Seine Strichfarbe ist dagegen immer weiß.

## Etymologie und Geschichte
Erstmals entdeckt wurde das Mineral bei der Untersuchung von Leucit-Lamproiten von den Wolgidee Hills aus der Region Kimberley des Bundesstaates Westaustralien. Durchgeführt wurde die Untersuchung durch Arthur Wade und Rex T. Prider zwischen 1937 und 1938 in der Abteilung für Mineralogie und Petrologie in Cambridge. Leucithaltige Gesteine fanden sich an einer Reihe von isolierten Vulkanlöchern vor, von denen neunzehn durch Arthur Wade (1878–1951) untersucht und kartiert wurden.
Die Erstbeschreibung des Minerals erfolgte 1939 durch Rex T. Prider, der es zu Ehren von Arthur Wade als Wadeit bezeichnete. Wade war für das Sammeln der Gesteinsreihe verantwortlich und entdeckte die neue Wolgidee-Hills-Intrusion, in dem Wadeit gefunden wurde.
Das Typmaterial (Holotyp) wird an der University of Western Australia in Perth unter der Katalog-Nr. 18760 aufbewahrt.

## Klassifikation
In der veralteten 8. Auflage der Mineralsystematik nach Strunz gehörte der Wadeit zur Mineralklasse der „Silikate“ und dort zur Abteilung „Ringsilikate (Cyclosilikate)“, wo er gemeinsam mit Benitoit, Pabstit und Pseudowollastonit in der „Benitoitgruppe“ mit der Systemnummer VIII/C.01 steht.
In der zuletzt 2018 überarbeiteten Lapis-Systematik nach Stefan Weiß, die formal auf der alten Systematik von Karl Hugo Strunz in der 8. Auflage basiert, erhielt das Mineral die System- und Mineralnummer VIII/E.01-040. Dies entspricht der Klasse der „Silikate“ und dort der Abteilung „Ringsilikate“, wo Wadeit zusammen mit Bazirit, Benitoit, Bobtraillit, Pabstit und Rogermitchellit eine unbenannte Gruppe mit der Systemnummer VIII/E.01 bildet.
Die von der International Mineralogical Association (IMA) zuletzt 2009 aktualisierte 9. Auflage der Strunz’schen Mineralsystematik ordnet den Wadeit in die Klasse der „Silikate und Germanate“ und dort in die Abteilung „Ringsilikate (Cyclosilikate)“ ein. Hier ist das Mineral in der Unterabteilung „[Si3O9]6−-Dreier-Einfachringe ohne inselartige, komplexe Anionen“ zu finden, wo es als einziges Mitglied eine unbenannte Gruppe mit der Systemnummer 9.CA.10 bildet.
In der vorwiegend im englischen Sprachraum gebräuchlichen Systematik der Minerale nach Dana hat Wadeit die System- und Mineralnummer 59.01.01.04. Das entspricht der Klasse der „Silikate“ und dort der Abteilung „Ringsilikate: Dreierringe“. Hier findet er sich innerhalb der Unterabteilung „Ringsilikate: Wasserfreie Dreierringe, keine anderen Anionen“ in der „Benitoitgruppe“, in der auch Bazirit, Benitoit und Pabstit eingeordnet sind.

## Chemismus
Die idealisierte, theoretische Zusammensetzung von Wadeit (K2Zr[Si3O9]) besteht aus 19,66 % Kalium (K), 22,94 % Zirconium (Zr), 21,19 % Silicium (Si) und 36,21 % Sauerstoff (O).
Die chemische Analyse der Proben aus der Typlokalität des Minerals (Wolgidee Hills, Westaustralien) ergab allerdings zusätzlich geringe Beimengungen von Titan in Form von 1,58 % TiO2 sowie Spuren von Al2O3, Fe2O3, MgO und SrO.

## Kristallstruktur
Wadeit kristallisiert hexagonal in der Raumgruppe P63/m (Raumgruppen-Nr. 176) mit den Gitterparametern a = 6,9360 Å und c = 10,1822 Å sowie zwei Formeleinheiten pro Elementarzelle.
Als Ringsilikat besteht die Kristallstruktur von Wadeit ähnlich wie die von Benitoit aus [Si3O9]6−-Dreier-Einfachringen. Der Grundbaustein des Silikat-Anionenkomplexes besteht demnach aus jeweils drei SiO4-Tetraedern, die über gemeinsam genutzte Sauerstoffionen zu einfachen Ringen verbunden sind. Einfach bedeutet hier, dass diese Dreier-Ringe in der Struktur isoliert stehen, das heißt nicht direkt, sondern über Zwischenlagen aus [ZrO6]-Oktaedern durch gemeinsam genutzte Sauerstoffionen an den Ecken miteinander verknüpft sind. Im Gegensatz zum Benitoit sind die Silikatringe beim Wadeit in Richtung der c-Achse zudem nicht übereinander platziert, sondern nehmen abwechselnd unterschiedliche Positionen zwischen den Zirconiumoktaedern ein. In den Versatzlücken zwischen den Silikatringen und den Zirconiumoktaedern sind die Kaliumatome eingelagert.

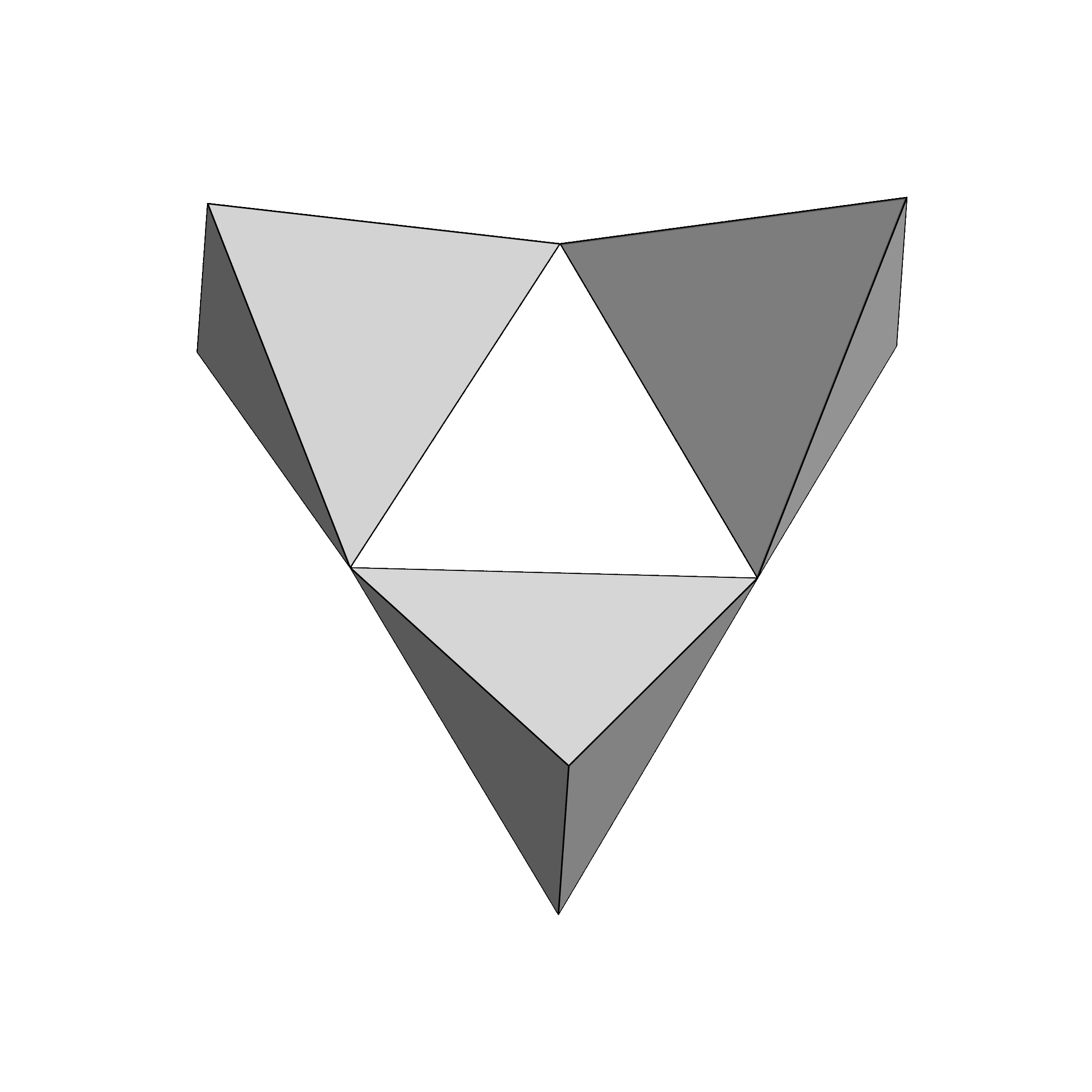
Grundbaustein von Dreier-Einfachringen
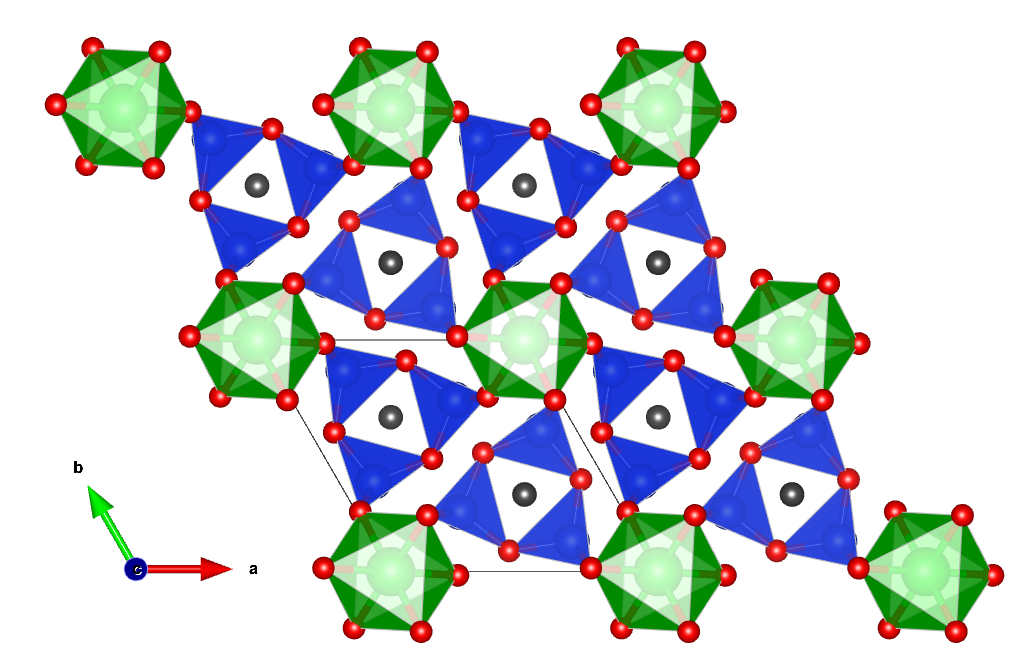
Wadeit-Kristallstruktur als "Polyeder-Modell" mit Blickrichtung parallel zur c-Achse
_ K 0 _ Zr 0 _ Si 0 _ O
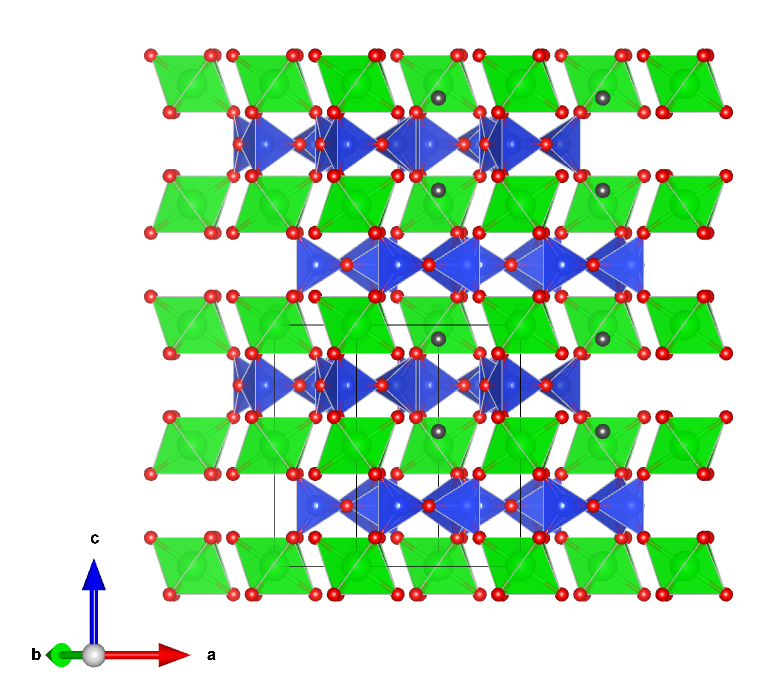
Gleiche Struktur mit Blickrichtung senkrecht zur Ebene a–c
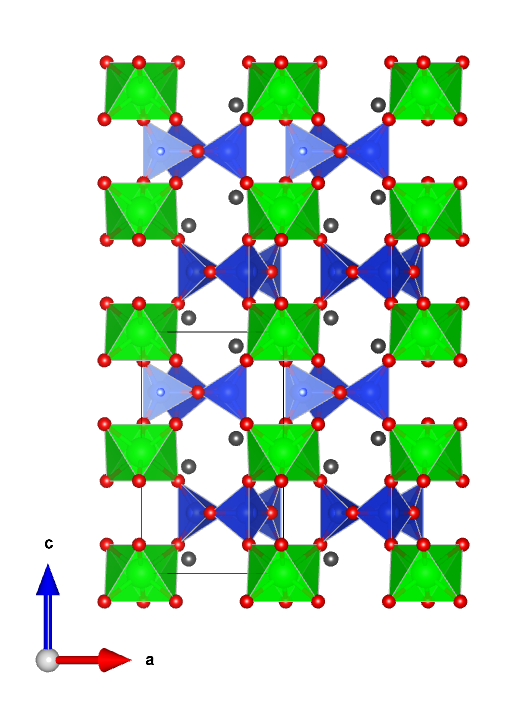
und parallel zur b-Achse

## Eigenschaften
Mit einer Mohshärte von 6 bis 6,5 gehört Wadeit zu den harten Mineralen, die sich ähnlich wie das Referenzmineral Orthoklas (Härte 6) gerade noch mit einer Stahlfeile ritzen lässt. Seine Dichte beträgt gemessen zwischen 3,10 und 3,13 g/cm3 und berechnet 3,16 g/cm3. Selbst in heißen Säuren ist das Mineral unlöslich.
Wadeit zeigt Kathodolumineszenz, kann also durch Beschuss mit Elektronen zum Leuchten angeregt werden.

## Bildung und Fundorte

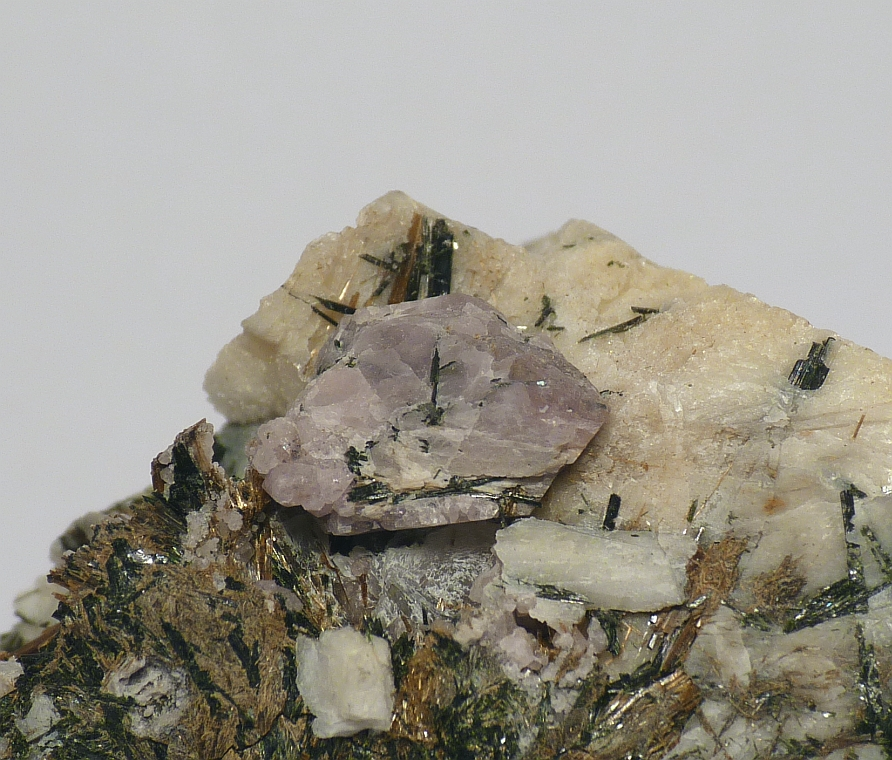
Wadeit (blassrosa) mit Aegirin (schwarze Nadeln) und Feldspat (weiß) vom Eweslogtschorr, Russland (Sichtfeld 3 cm)

Wadeit bildet sich als akzessorischer Bestandteil in leucithaltigen, vulkanischen Gesteinen sowie in Karbonatit-Adern und Nephelin-Syenit-Pegmatiten.
Als seltene Mineralbildung konnte Wadeit nur an wenigen Orten nachgewiesen werden, wobei bisher weltweit rund 30 Fundorte dokumentiert sind. An seiner Typlokalität, den Wolgidee Hills nahe der Gemeinde Noonkanbah sowie an weiteren Fundpunkten in der Umgebung von Fitzroy Crossing und der Ellendale-Diamantminen im Derby-West Kimberley Shire, traten als Begleitminerale neben Leucit unter anderem noch Apatit, Baryt, Calcit, Chalcedon, titan- und kaliumhaltiger Fluoro-Richterit, Olivin, Perowskit, Phlogopit und Zeolith auf. Ein weiterer bekannter Fundort in Westaustralien ist die Argyle-Diamantmine nahe dem gleichnamigen See im Wyndham-East Kimberley Shire.
Reichliche Funde von Wadeit wurden auch auf der Halbinsel Kola in der russischen Oblast Murmansk, genauer auf verschiedenen Bergen in den Chibinen wie unter anderem Koaschwa, Eweslogchorr, Kukiswumtschorr, Raswumtschorr und Yukspor, bekannt.
Der bisher einzige weitere, bekannte Fundort in Europa ist neben der Halbinsel Kola das ehemalige Bergwerk Minas Del Carmen nahe der Ortschaft La Celia und dem erodierten gleichnamigen Vulkan in der Provinz Murcia mit apatitreichem Gestein.
Weitere bekannte Fundorte sind unter anderem in Nordamerika
- der Steinbruch Poudrette am Mont Saint-Hilaire in der kanadischen Provinz Québec
- die alkalischen Pegmatite bei Gordon Butte in den Crazy Mountains (Montana) und den Leucite Hills (Wyoming) in den USA

in Südamerika
- der Alkali-Steinbruch Bortolan bei Poços de Caldas im brasilianischen Bundesstaat Minas Gerais

in Südafrika
- die Helam-Diamantmine bei Swartruggens

und in Asien
- das Malyi-Murun-Massiv in der russischen Oblast Irkutsk (Südsibirien) und das Aldanhochland in der zur Russischen Föderation gehörenden Republik Sacha (Ferner Osten)
- die Gundrapalli-Lamproite im Distrikt Nalgonda des indischen Bundesstaats Telangana
- das Edelsteinfundgebiet um Mogok im Distrikt Pyin U Lwin (Mandalay) in Myanmar.